# 多毛荛花
多毛荛花（学名：Wikstroemia pilosa），为瑞香科荛花属下的一个植物种。